# Каспер: Начало
«Каспер: Начало» (англ. Casper: A Spirited Beginning) — американская семейная комедия Шона Макнамары 1997 года. Фильм основан на персонаже Harvey Comics Каспере и является приквелом фильма «Каспер» (1995). Вышел сразу на видео. В 1998 году вышло продолжение под названием «Каспер встречает Венди».

## Сюжет
Призрак Каспер движется в призрачном поезде. Сам Каспер неосознаёт себя привидением. Он обращается к другим призрачным пассажирам, чтобы понять, куда он едет, но его в какой-то момент просто вышвыривают из поезда. Каспер отправляется в близлежащий город, но все люди, которые попадаются ему на пути, шарахаются от него. В этот момент Каспер понимает, что он привидение.
Тим Карсон по просьбе мэра городка Джонни Ханта работает над сносом старинного особняка Эпплгейтов. Эпплгейты были основателями города, но сейчас их особняк заброшен. Мэр города хочет снести его и построить на его месте торговый центр. Местные жители устраивают акции протеста, чтобы помешать сносу исторического здания. В особняке обитает Призрачное трио — это призраки Стретч, Фатсо и Стинки. Они распугивают строителей и протестующих.
У Тима Карсона есть сын Крис. Тим растит его один. Крис интересуется сверхъестественным и знаком с Призрачным трио. У него нет друзей, а хулиганы в школе обижают его. На улице Крис случайно сталкивается с Каспером, но не пугается его, так как уже имеет дело с привидениями. Каспер рассказывает Крису о себе и сообщает, что не знает, что он должен делать. Тим отводит Каспера в заброшенный особняк и знакомит с тамошними обитателями.
Призрачный поезд, на котором ехал Каспер, вёз привидений в школу призраков. Её руководитель Кибош обнаруживает отсутствие Каспера. Он отправляет своего приспешника Снивела на его поиски. В это время Призрачное трио узнаёт, что Каспер не прошёл обучение в школе призраков. Они решают сами обучить Каспера быть призраком и утереть, таким образом, нос Кибошу. Трио учит Каспера становиться невидимым, проходить сквозь стены, летать и пугать людей. В процессе обучения Призрачное трио обнаруживает, что Каспер слишком дружелюбный и неспособен пугать людей. Каспера изгоняют из особняка.
Каспер возвращается к Крису. Тот решает, что будет сам обучать Каспера с помощью энциклопедии, Каспер же помогает Крису справиться со школьными хулиганами. Попутно у Криса продолжаются проблемы с отцом, который постоянно занят работой и не уделяет ему время. Крис хорошо ладит с учительницей Шейлой Фистерграфф, которая одновременно является лидером протестующих, защищающих особняк. Отец Криса тем временем пытается найти людей готовых особняк снести. Обычные рабочие опасаются этим заниматься, так как боятся привидений. Тим Карсон находит некоего Билла Кейса готового взорвать здание.
Каспер решает быть дружелюбным привидением, которое помогает людям. Например, он предотвращает ограбление магазина. Крису же не удаётся провести время с отцом и познакомить его с Каспером, так как тот опять занят работой. Крис уходит из дома, но на улице натыкается на хулиганов, которые запирают его в чулане в доме с привидениями. В это время Призрачное трио узнаёт, что Каспер портит имидж привидений, совершая добрые дела, и решают помешать ему. Попутно на поиски Каспера отправляется сам Кибош.
Утром следующего дня Тим узнаёт, что Крис пропал. Невольно Тим знакомится с Каспером, который сам ищет Криса. Каспер предполагает, что Крис может быть в особняке. Тим немедленно отправляется туда вместе с Шейлой Фистерграфф, так как здание вот-вот должно быть взорвано. Тим освобождает Криса, а Каспер проглатывает бомбу. Кибош, впечатлённый поведением Каспера, позволяет ему остаться жить вместе с Призрачным трио.

## В ролях
- Брендон Райан Баррет — Крис Карсон
- Стив Гуттенберг — Тим Карсон
- Лори Локлин — Шейла Фистерграфф
- Шеннон Чандлер — Дженнифер
- Родни Дэнджерфилд — мэр Джонни Хант
- Майкл Маккин — Билл Кейс
- Ричард Молл — директор Рэби
- Стивен Хартман — Брок Ли
- Логан Роббинс — Дэнни
- Д’Джуан Уоттс — Леон
- Шерман Хемзли — владелец магазина
- Бен Штейн — продавец
- Брайан Дойл-Мюррей — бригадир Дэйв
- Эди Макклёрг — библиотекарь
- Роджер Халстон — Стэн
- Каспер Ван Дин — очевидец
- Майкл Макдональд — протестующий

Озвучивание
- Джереми Фоули — Каспер
- Джим Уорд — Стретч
- Джесс Харнелл — Фатсо
- Билл Фармер — Стинки
- Джеймс Эрл Джонс — Кибош
- Поли Шор — Снивел

## Производство
Universal Studios планировали выпустить продолжение своего фильма «Каспер» (1995) ориентировочно в 1999 году. Harvey Entertainment, которые обладали правами на персонажа, совместно с 20th Century Home Entertainment начали снимать свой фильм про Каспера для выпуска на видео. Сюжетно фильм стал приквелом к оригинальному фильму.

## Приём
В Variety отметили, что привидения в фильме кажутся более реальными и харизматичными, чем живые актёры. Если отец и сын ещё производят приятное впечатление, то остальные персонажи-люди выглядят карикатурными. В TV Guide указали на набивший оскомину сюжет детских фильмов со стереотипным трудоголиком родителем-одиночкой, который не замечает своего ребёнка. Отмечалось, что фильм слабее оригинала и рассчитан исключительно на детскую аудиторию.